# Komplementabhängige Zytolyse
Die komplementabhängige Zytolyse, auch komplementvermittelte Zytolyse (engl. Complement Dependent Cytolysis, CDC) genannt, ist ein durch Antikörper ausgelöster immunologischer Prozess, der zur Lyse, das heißt der Schädigung der Zellmembran, und somit zum Tod einer Zelle führt.

## Beschreibung

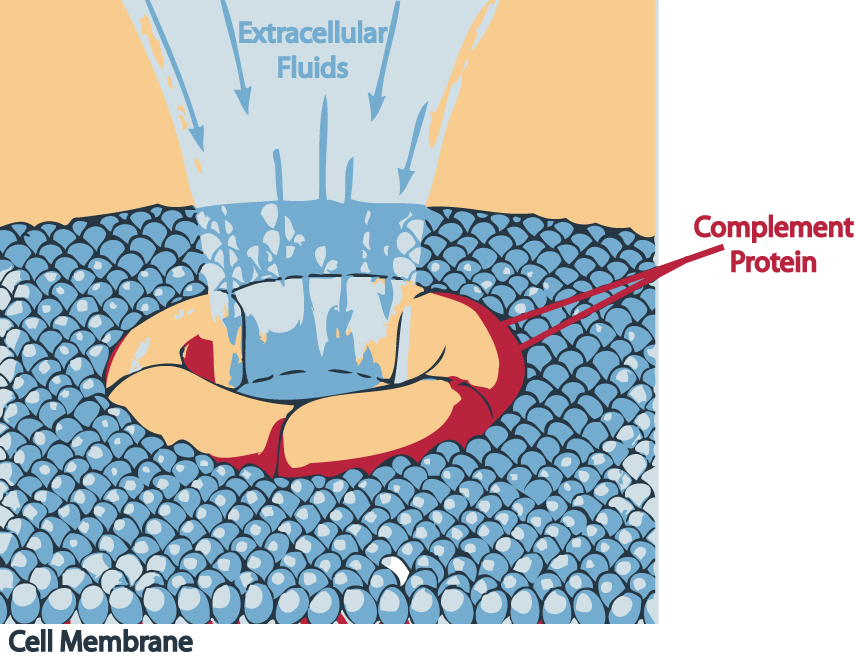
Der Membranangriffskomplex

Bei der komplementabhängigen Zytolyse binden Antikörper an Antigene, die an der Zelloberfläche präsentiert werden. Im Fall eines Immunglobulin-M-Antikörpers muss dazu dieser durch die Bindung an das Antigen seine Konformation ändern. Im Fall eines Immunglobulin-G-Antikörpers müssen zwei Antikörpereinheiten an die Zelle binden und sich in maximal 30 bis 40 nm Entfernung befinden. Die Komplementbindung (complement fixation, CF) löst dadurch die Komplementkaskade aus, was zur Lyse der Zelle führt. Dazu werden Zytolyse-Komplexe (Membranangriffskomplexe) gebildet, die die Zellmembran perforieren und so zur Zytolyse führen.

## Differenzierung
Die antikörperabhängige zellvermittelte Zytotoxizität (ADCC) unterscheidet sich von der CDC dadurch, dass bei der ADCC Antikörper über ihren Fc-Teil zytotoxische Effektorzellen, wie beispielsweise NK-Zellen, die selbst keine Antigenspezifität aufweisen, zur Zielzelle (beispielsweise einer Krebszelle) lenken.
Welche Bedeutung die CDC im Vergleich zur ADCC bei der klinischen Anwendung von therapeutischen Antikörpern hat, ist noch unklar und wird kontrovers diskutiert.